# Edgar Schlotz
Edgar Scholtz (ur. 21 września 1898, zm. 2 maja 1918) – as lotnictwa niemieckiego Luftstreitkräfte z 6 zwycięstwami w I wojnie światowej.
W 1917 roku służył w Kest 10 należącej do Bogohl 2. W jednostce odniósł swoje pierwsze zwycięstwo powietrzne 9 sierpnia 1917 roku w okolicach Clermont. W styczniu 1918 roku został skierowany do służby w eskadrze myśliwskiej Jagdstaffel 11. W jednostce odniósł 5 kolejnych zwycięstw. Ostatnie 6 kwietnia 1918 roku.
Zginął w wypadku lotniczym w czasie startu samolotem Fokker Dr.I 2 maja 1918 roku. Awans na podporucznika dotarł do jednostki po śmierci lotnika. Został pochowany na cmentarzu wojennym w Vermandovillers we Francji.

## Odznaczenia
- Krzyż Żelazny I Klasy
- Krzyż Żelazny II Klasy